# 1968年のスポーツ
- 年度別スポーツ記事一覧

1968年のスポーツでは、1968年（昭和43年）のスポーツ関連の出来事についてまとめる。
1968年前後：1967年のスポーツ - 1968年のスポーツ - 1969年のスポーツ

## できごと
- 1月6日 - 大相撲の高見山大五郎、外国人として初入幕
- 1月9日 - マラソンの円谷幸吉が自殺
- 2月6日～18日 - 第10回グルノーブルオリンピック開催
- 3月30日 - テニスが国際トーナメントをオープン化
- 4月14日 - 第23回毎日マラソンでNHKが初めて完全中継
- 6月20日 - 植木毅、日本人で初めてモンブラン頂上からのスキー滑降に成功
- 9月17日 - 日本プロ野球の江夏豊、奪三振日本新記録を達成
- 9月27日 - 西城正三がプロボクシング世界フェザー級王者になった[1]
- 10月12日～27日 - 第19回メキシコシティオリンピック開催
  - 10月20日 - アメリカのディック・フォスベリー、背面跳びで走高跳金メダル

## 総合競技大会
- 第5回冬季ユニバーシアード（オーストリア・インスブルック・1月19日～28日） - 日本の獲得メダル：金3、銀4、銅4
- 第10回グルノーブルオリンピック（2月6日～18日） - 日本の獲得メダル：なし

| 第10回グルノーブルオリンピック       | 第10回グルノーブルオリンピック | 第10回グルノーブルオリンピック | 第10回グルノーブルオリンピック | 第10回グルノーブルオリンピック | 第10回グルノーブルオリンピック |
| 順位                                 | 国・地域名                     | 金                             | 銀                             | 銅                             | 計                             |
| ------------------------------------ | ------------------------------ | ------------------------------ | ------------------------------ | ------------------------------ | ------------------------------ |
| 1                                    | ノルウェー                     | 6                              | 6                              | 2                              | 14                             |
| 2                                    | ソビエト連邦                   | 5                              | 5                              | 3                              | 13                             |
| 3                                    | フランス                       | 4                              | 3                              | 2                              | 9                              |
| 4                                    | イタリア                       | 4                              | 0                              | 0                              | 4                              |
| 5                                    | オーストリア                   | 3                              | 4                              | 4                              | 11                             |
| 6                                    | オランダ                       | 3                              | 3                              | 3                              | 9                              |
| 7                                    | スウェーデン                   | 3                              | 2                              | 3                              | 8                              |
| 8                                    | 西ドイツ                       | 2                              | 2                              | 3                              | 7                              |
| 9                                    | アメリカ                       | 1                              | 5                              | 1                              | 7                              |
| 10                                   | フィンランド                   | 1                              | 2                              | 2                              | 5                              |
| 10                                   | 東ドイツ                       | 1                              | 2                              | 2                              | 5                              |
| 詳細はグルノーブルオリンピックを参照 |                                |                                |                                |                                |                                |

- 第1回スペシャルオリンピックス夏季世界大会（シカゴ・7月19日、20日）
- 第19回メキシコシティオリンピック（10月12日～27日）

| 第19回メキシコシティオリンピック       | 第19回メキシコシティオリンピック | 第19回メキシコシティオリンピック | 第19回メキシコシティオリンピック | 第19回メキシコシティオリンピック | 第19回メキシコシティオリンピック |
| 順位                                   | 国・地域名                       | 金                               | 銀                               | 銅                               | 計                               |
| -------------------------------------- | -------------------------------- | -------------------------------- | -------------------------------- | -------------------------------- | -------------------------------- |
| 1                                      | アメリカ                         | 45                               | 28                               | 34                               | 107                              |
| 2                                      | ソビエト連邦                     | 29                               | 32                               | 30                               | 91                               |
| 3                                      | 日本                             | 11                               | 7                                | 7                                | 25                               |
| 4                                      | ハンガリー                       | 10                               | 10                               | 12                               | 32                               |
| 5                                      | 東ドイツ                         | 9                                | 9                                | 7                                | 25                               |
| 6                                      | フランス                         | 7                                | 3                                | 5                                | 15                               |
| 7                                      | チェコスロバキア                 | 7                                | 2                                | 4                                | 13                               |
| 8                                      | 西ドイツ                         | 5                                | 11                               | 10                               | 26                               |
| 9                                      | オーストラリア                   | 5                                | 7                                | 5                                | 17                               |
| 10                                     | イギリス                         | 5                                | 5                                | 3                                | 13                               |
| 詳細はメキシコシティオリンピックを参照 |                                  |                                  |                                  |                                  |                                  |

- 第3回テルアビブパラリンピック（イスラエル・11月4日～13日） - 日本の獲得メダル：金2、銀2、銅8
- 第23回親切国体（冬季スケート - 北海道・1月25日～28日、冬季スキー - 長野県・2月15日～18日、夏季 - 福井県・9月4日～7日、秋季 - 福井県・10月1日～6日）
天皇杯順位：優勝 福井県、第2位 東京都、第3位 埼玉県
皇后杯順位：優勝 東京都、第2位 愛知県、第3位 大阪府

## アイスホッケー
- スタンレーカップ決勝（1967-1968シーズン）
モントリオール・カナディアンズ （4戦全勝） セントルイス・ブルース

## アメリカンフットボール
- 第2回スーパーボウル（第2回AFL-NFLワールドチャンピオンシップゲーム、1月14日）
グリーンベイ・パッカーズ(NFL) 33-14 オークランド・レイダース(AFL)

## ゴルフ

### 男子メジャー大会
- マスターズ優勝者：ボブ・ゴールビー（アメリカ）
- 全米オープン優勝者：リー・トレビノ（アメリカ）
- 全英オープン優勝者：ゲーリー・プレーヤー（南アフリカ）
- 全米プロゴルフ優勝者：ジュリアス・ボロス（アメリカ）

### 女子メジャー大会
- 全米女子プロゴルフ優勝者：サンドラ・ポスト（カナダ）
- 全米女子オープン優勝者：スージー・バーニング（アメリカ）

## サッカー
- 第47回天皇杯全日本サッカー選手権大会決勝（1月14日）
東洋工業 1-0 三菱重工業
- 第4回日本サッカーリーグ
優勝:東洋工業

## 自転車競技

### ロードレース
- 第51回ジロ・デ・イタリア
総合優勝：エディ・メルクス（ベルギー）
- 第55回ツール・ド・フランス
総合優勝：ヤン・ヤンセン（オランダ）
- 第23回ブエルタ・ア・エスパーニャ
総合優勝：フェリーチェ・ジモンディ（イタリア）

## テニス

### グランドスラム
- 全豪選手権　男子単優勝：ビル・ボウリー（オーストラリア）、女子単優勝：ビリー・ジーン・キング（アメリカ）
- 全仏オープン　男子単優勝：ケン・ローズウォール（オーストラリア）、女子単優勝：ナンシー・リッチー（アメリカ）
- ウィンブルドン　男子単優勝：ロッド・レーバー（オーストラリア）、女子単優勝：ビリー・ジーン・キング（アメリカ）
- 全米オープン　男子単優勝：アーサー・アッシュ（アメリカ）、女子単優勝：バージニア・ウェード（イギリス）

この年、テニス界はグランドスラム大会にプロ選手の出場を解禁する「オープン化措置」を実施した。この過渡期には、暫定的な変化が多い。オープン大会として最初に実施されたのは「全仏オープン」であった。

## バスケットボール
- NBAファイナル（1967-1968シーズン）
ボストン・セルティックス（東） （4勝2敗） ロサンゼルス・レイカーズ（西）

## ラグビー
- 第5回日本ラグビーフットボール選手権大会（秩父宮ラグビー場・1月15日）
近畿日本鉄道 27-14 法政大学

## 陸上競技

### 駅伝
- 第44回東京箱根間往復大学駅伝競走
総合優勝：日本大学 11時間26分06秒
往路優勝：日本大学 5時間45分03秒
復路優勝：日本大学 5時間41分03秒

## 誕生
- 1月8日 - ブル中野（埼玉県、プロレス）
- 1月24日 - メアリー・ルー・レットン（アメリカ、体操）
- 1月25日 - 村田亙（福岡県、ラグビー）
- 1月25日 - 熊沢重文（愛知県、競馬）
- 2月5日 - ロベルト・アロマー（プエルトリコ、野球）
- 2月5日 - マーカス・グロンホルム（フィンランド、ラリードライバー）
- 2月9日 - 野田浩司（熊本県、野球）
- 2月10日 - 谷口徹（奈良県、ゴルフ）
- 2月17日 - 舞の海秀平（青森県、相撲）
- 2月20日 - ジルソン・ベルナルド（ブラジル、バレーボール）
- 2月22日 - 佐々木主浩（宮城県、野球）
- 2月23日 - 横山典弘（東京都、競馬）
- 3月2日 - 伊沢利光（神奈川県、ゴルフ）
- 3月6日 - 真田雅則（静岡県、サッカー、+ 2011年）
- 3月22日 - 前川和也（長崎県、サッカー）
- 3月23日 - フェルナンド・イエロ（スペイン、サッカー）
- 3月31日 - 小川直也（東京都、柔道）
- 3月31日 - セザール・サンパイオ（ブラジル、サッカー）
- 4月1日 - 桑田真澄（大阪府、野球）
- 4月3日 - 金本知憲（広島県、野球）
- 4月7日 - 神山雄一郎（栃木県、競輪）
- 4月11日 - 岡林洋一（高知県、野球）
- 4月12日 - 五十嵐章人（群馬県、野球）
- 4月24日 - 永田裕志（千葉県、プロレス）
- 4月26日 - 植木通彦（福岡県、競艇）
- 4月27日 - 松野明美（熊本県、マラソン）
- 4月30日 - 佐野重樹（愛媛県、野球）
- 5月1日 - 雉子牟田明子（神奈川県、テニス）
- 5月8日 - 黒崎久志（栃木県、サッカー）
- 5月9日 - 原田雅彦（北海道、スキージャンプ）
- 5月15日 - 琴ノ若晴將（山形県、相撲）
- 5月16日 - 下柳剛（長崎県、野球）
- 5月18日 - 飯田哲也（東京都、野球）
- 5月23日 - 杉浦正則（和歌山県、野球）
- 5月27日 - フランク・トーマス（アメリカ、野球）
- 5月27日 - ジェフ・バグウェル（アメリカ、野球）
- 6月5日 - 原田裕花（山口県、バスケットボール）
- 6月8日 - 琴錦功宗（群馬県、相撲）
- 6月10日 - ジム・シェイ（アメリカ、スケルトン）
- 6月26日 - パオロ・マルディーニ（イタリア、サッカー）
- 7月6日 - 湊富士孝行（群馬県、相撲）
- 7月8日 - 三嶌誠司（香川県、競艇）
- 7月14日 - 黄善洪（韓国、サッカー）
- 7月16日 - バリー・サンダース（アメリカ、アメリカンフットボール）
- 7月18日 - 西村龍次（広島県、野球）
- 7月18日 - 宮部行範（東京都、スピードスケート）
- 7月22日 - 薬師寺保栄（大分県、ボクシング）
- 7月23日 - ゲイリー・ペイトン（アメリカ、バスケットボール）
- 7月24日 - 内藤尚行（愛知県、野球）
- 8月1日 - 長谷川滋利（兵庫県、野球）
- 8月5日 - コリン・マクレー（イギリス、ラリードライバー、+ 2007年）
- 8月10日 - 北澤豪（東京都、サッカー）
- 8月21日 - タフィ・ローズ（アメリカ、野球）
- 8月23日 - 森保一（静岡県、サッカー）
- 8月31日 - 野茂英雄（大阪府、野球）
- 9月2日 - 弘山晴美（徳島県、陸上競技）
- 9月4日 - マイク・ピアッツァ（アメリカ、野球
- 9月7日 - マルセル・デサイー（ガーナ→フランス、サッカー）
- 9月8日 - 近藤真市（愛知県、野球）
- 9月8日 - 服部道子（愛知県、ゴルフ）
- 9月11日 - 成本年秀（大阪府、野球）
- 9月12日 - 木田優夫（東京都、野球）
- 9月13日 - バーニー・ウィリアムス（プエルトリコ、野球）
- 9月13日 - ブラッド・ジョンソン（アメリカ、アメリカンフットボール）
- 9月28日 - ミカ・ハッキネン（フィンランド、レーシングドライバー）
- 9月28日 - 藪恵壹（三重県、野球）
- 10月2日 - ヤナ・ノボトナ（チェコ、テニス）
- 10月16日 - 藤井将雄（佐賀県、野球、+ 2000年）
- 10月18日 - 大嶽直人（静岡県、サッカー）
- 10月18日 - ミヒャエル・シュティヒ（ドイツ、テニス）
- 10月29日 - ヨハン・オラフ・コス（ノルウェー、スピードスケート）
- 11月7日 - 山﨑武司（愛知県、野球）
- 11月12日 - サミー・ソーサ（ドミニカ共和国、野球）
- 11月18日 - ゲイリー・シェフィールド（アメリカ、野球）
- 11月25日 - 高津臣吾（広島県、野球）
- 11月27日 - 堀越正巳（埼玉県、ラグビー）
- 12月5日 - 土橋勝征（千葉県、野球）
- 12月6日 - 矢野輝弘（大阪府、野球）
- 12月6日 - 鈴木博美（千葉県、陸上競技）
- 12月7日 - 岡潤一郎（北海道、競馬、+ 1993年）
- 12月8日 - マイク・ムッシーナ（アメリカ、野球）
- 12月10日 - 真木和（愛媛県、マラソン、+ 2018年）[2]
- 12月25日 - 緒方孝市（佐賀県、野球）

## 死去
- 1月9日 - 円谷幸吉（福島県、マラソン、*1940年）
- 1月19日 - レイ・ハルーン（アメリカ、レーシングドライバー、*1879年）
- 1月22日 - デューク・カハナモク（アメリカ、水泳、*1890年）
- 4月7日 - ジム・クラーク（イギリス、レーシングドライバー、*1936年）
- 4月24日 - ジョン・チュークスベリー（アメリカ、陸上競技、*1878年）
- 6月2日 - リチャード・ノリス・ウィリアムズ（アメリカ、テニス、*1891年）
- 6月15日 - サム・クロフォード（アメリカ、野球、*1880年）
- 8月16日 - 熊谷一弥（福岡県、テニス、*1890年）
- 9月12日 - トミー・アーマー（イギリス、ゴルフ、*1894年）
- 9月28日 - ノーマン・ブルックス（オーストラリア、テニス、*1877年）
- 11月1日 - ルドビカ・ヤコブソン（フィンランド、フィギュアスケート、*1884年）
- 11月21日 - 時津山仁一（兵庫県、相撲、*1925年）
- 12月16日 - 双葉山定次（大分県、相撲、*1912年）